# L'Arlésienne (film, 1922)
Pour les articles homonymes, voir L'Arlésienne.
Pour plus de détails, voir Fiche technique et Distribution.
L'Arlésienne est un film muet français réalisé par André Antoine, sorti en 1922.
C'est la dernière réalisation cinématographique d'André Antoine.

## Synopsis
Frédéri, le fils de Rose, doit se marier avec Vivette, une fille du pays. Mais il rencontre une arlésienne dont il devient follement amoureux.

## Fiche technique
- Titre : L'Arlésienne
- Réalisation : André Antoine, assisté de Georges Denola
- Scénario : d'après la pièce L'Arlésienne d'Alphonse Daudet
- Photographie : Léonce-Henri Burel
- Société de production : Société d'Éditions Cinématographiques
- Société de production : Pathé Consortium Cinéma
- Pays de production :  France
- Langue : film muet avec les intertitres  en français
- Format : Noir et blanc — 35 mm — 1,33:1 — Muet
- Métrage : 2 200 mètres
- Genre : Film dramatique
- Durée : 73 minutes et 20 secondes
- Numéro de catalogue Pathé : 8998
- Dates de sortie :
  - France : 4 octobre 1922 (première)
  - France : 24 novembre 1922 (sortie nationale)

## Distribution
- Marthe Fabris : l'Arlésienne
- Berthe Jalabert : la Renaude
- Lucienne Bréval : Rose Mamaï
- Gabriel de Gravone : Frédéri
- Louis Ravet : Balthazar, le berger
- Charles de Rochefort : Mitifio, le gardian
- Léon Malavier : Francet Mamaï
- Jean Jacquinet : le patron Marc
- Batréau : l'Équipage
- Jean Fleury : l'innocent
- Maguy Deliac : Vivette

## À noter
- Le film a été tourné en décors naturels[1], à Arles (Arènes, Berges du Rhône, Place de la République, Cathédrale Saint-Trophime et son cloître, etc.), aux Saintes-Maries-de-la-Mer, en Camargue